# OSSA Tu-Yo
L'OSSA Tu-Yo fou un model de motocicleta de tipus trail fabricat per OSSA entre 1982 i 1984. Al llarg de la seva vida comercial se'n produïren dues versions (una de 350 cc i una altra de 250 cc) amb les següents característiques generals: motor de dos temps monocilíndric refrigerat per aire, bastidor de doble bressol, frens de tambor i amortidors de forquilla convencional davant i telescòpics darrere.
Derivada directament del darrer model de trial de la marca a l'època, la TR 80 "groga", la Tu-Yo era l'actualització d'un concepte que OSSA havia aplicat el 1973 amb l'Explorer i que havia creat Bultaco el 1971 amb l'Alpina: un tipus de motocicleta a mig camí entre el trial i l'enduro que aleshores es conegué com a "trail" i actualment com a "trial-excursió". Era, doncs, una moto còmoda, lleugera i fàcil de conduir, òptima per a fer-hi excursions pel camp i la muntanya, sense desmerèixer d'un ús per carretera o ciutat.

## Història
El 1973, OSSA havia desenvolupat l'Explorer a partir de la MAR 250. Des d'aleshores, tot i haver-ne augmentat la cilindrada als 350 cc el 1976, la moto havia anat quedant endarrerida i el 1978 se'n van aturar la producció. El 1980, un cop l'empresa va haver llançat la innovadora TR 80 350 ("la groga"), va decidir de fer el mateix que havia fet al seu dia amb l'Explorer i en va desenvolupar una versió trail, enfocada a les excursions pel camp. La moto, anomenada "Tu-Yo" pel fet de la seva comoditat, que en permetia l'ús amb passatger, es va presentar de cara a la temporada comercial de 1982 i va sortir al mercat a l'estiu d'aquell any. Pocs mesos després, se'n va presentar una altra versió de 250 cc.

## Versions

### Llista de versions produïdes
| Versió                    | Cilindrada                | Id. Model                 | Anys                      | Núm. Sèrie                | Unitats | Pintura dipòsit |
| ------------------------- | ------------------------- | ------------------------- | ------------------------- | ------------------------- | ------- | --------------- |
| 350                       | 350 cc                    | B79                       | 1982 - 1984               | B790001                   | 1.100   | Blau            |
| 250                       | 250 cc                    | B9                        | 1982 - 1984               | B90001                    | 550     | Blau            |
| Total d'unitats produïdes | Total d'unitats produïdes | Total d'unitats produïdes | Total d'unitats produïdes | Total d'unitats produïdes | 1.650   |                 |

### 350
A banda del color, blau metal·litzat en comptes de groc, les principals diferències entre la Tu-Yo 350 i la TR 80, de la qual derivava, eren les relacionades amb el seu ús, enfocat al lleure: selló més gros i còmode, ancoratge al xassís per a permetre fixar-hi un portaequipatges i dipòsit de major capacitat. Pel que fa al motor, ambdues compartien el mateix, de 302 cc i 17,8 CV a 5.500 rpm, tot i que el de la Tu-Yo duia aletes diferents i un carburador de 25 mm en comptes dels 27 de la TR 80 per tal de suavitzar-ne la resposta. També el sistema d'enllumenat era diferent del de la TR 80. La funda del selló de dues places era aprofitada de la seva antecessora, l'Explorer.
Fitxa tècnica
| Tu-Yo 350 | Tu-Yo 350             |
| --- | --------------------- |
| Id. Model | B79                   |
| Núm. Sèrie | B790001               |
| Anys | 1982 - 1984           |
| CC | 302                   |
| Diàmetre x Carrera | 77 x 65 mm            |
| Compressió | 7,5:1                 |
| CV | 17,8 a 5.500 rpm      |
| Carburador | Amal 25 mm            |
| Canvi | 5 velocitats          |
| Suspensió davant | Forquilla telescòpica |
| Suspensió darrera | Amortidors hidràulics |
| Pneumàtic davant | 2,75 x 21             |
| Pneumàtic darrera | 4,00 x 18             |
| Frens davant | Tambor                |
| Frens darrera | Tambor                |
| Pes en sec | 99 Kg                 |
| Capacitat dipòsit | 5 l                   |
| Pintura dipòsit | Blau                  |
| \| • Altres \| \| --------------------------------------------------------------------------- \| \| - Encesa: Volant magnètic Motoplat - Longitud: 1.980 mm - Batalla: 1.295 mm \| |                       |
| • Altres |                       |
| - Encesa: Volant magnètic Motoplat - Longitud: 1.980 mm - Batalla: 1.295 mm |                       |

### 250
Al cap de pocs mesos del llançament de la Tu-Yo 350 se'n va presentar una versió "250" de 231 cc, derivada de la TR 80 250 "carbassa", especialment pensada per a l'exportació per tal d'aprofitar els avantatges fiscals que oferia aquesta cilindrada en determinats països, com ara Itàlia. La principal diferència estètica entre la 350 i la 250 és que aquesta duia porta-fars Acerbis blanc i la 350 el típic far rodó d'OSSA amb reixeta de protecció.
Fitxa tècnica
| Tu-Yo 250 | Tu-Yo 250             |
| --- | --------------------- |
| Id. Model | B9                    |
| Núm. Sèrie | B90001                |
| Anys | 1982 - 1984           |
| CC | 230,9                 |
| Diàmetre x Carrera | 70 x 60 mm            |
| Compressió | 9:1?                  |
| CV | ?                     |
| Carburador | Amal 25 mm            |
| Canvi | 5 velocitats          |
| Suspensió davant | Forquilla telescòpica |
| Suspensió darrera | Amortidors hidràulics |
| Pneumàtic davant | 2,75 x 21             |
| Pneumàtic darrera | 4,00 x 18             |
| Frens davant | Tambor                |
| Frens darrera | Tambor                |
| Pes en sec | 99 Kg?                |
| Capacitat dipòsit | 5 l                   |
| Pintura dipòsit | Blau                  |
| \| • Altres \| \| --------------------------------------------------------------------------- \| \| - Encesa: Volant magnètic Motoplat - Longitud: 1.980 mm - Batalla: 1.295 mm \| |                       |
| • Altres |                       |
| - Encesa: Volant magnètic Motoplat - Longitud: 1.980 mm - Batalla: 1.295 mm |                       |